# Pleuricospora fimbriolata
Pleuricospora fimbriolata là một loài thực vật có hoa trong họ Thạch nam. Loài này được A.Gray miêu tả khoa học đầu tiên năm 1868.